# Karl August Wittfogel
Karl August Wittfogel (Woltersdorf, 6 settembre 1896 – New York, 25 maggio 1988) è stato un sociologo e sinologo tedesco.
È noto per la sua opera principale, Il dispotismo orientale (Die orientalische Despotie), in cui espose la sua "teoria idraulica" sulla nascita delle società statuali asiatiche, sotto la forte influenza di Karl Marx e Max Weber.

## Biografia
Karl August Wittfogel frequentò il Johanneum di Lüneburg fino al diploma nel 1914. Studiò filosofia, storia, sociologia, geografia e sinologia a Lipsia, Monaco di Baviera, Berlino e Rostock. Nel 1917 fu assunto in una compagnia di telecomunicazioni.
Prima della guerra militò nel movimento giovanile "Wandervogel", poi nel movimento socialista studentesco, infine nel movimento dei lavoratori. Aderì all'USPD (Partito Socialdemocratico Indipendente della Germania) nel 1918 e al KPD (Partito Comunista Tedesco) nel 1920.
Wittfogel fu autore di pamphlet storici e di scritti di geopolitica ed estetica. Fu un membro della Federazione degli scrittori proletario-rivoluzionari. 
Wittfogel ottenne i suoi primi successi come drammaturgo. Le sue opere giovanili di carattere politico furono pubblicate dalla casa editrice Malik. Nel 1920, la sua opera in un solo atto Lo zoppo (Der Krüppel) fu la rappresentazione di apertura del Teatro Proletario di Erwin Piscator a Berlino.
Divenuto insegnante all'università popolare "Schloss Tinz", Wittfogel conobbe Karl Korsch e fu invitato alla settimana marxista del lavoro (Pentecoste del 1923), ovvero alla riunione preparatoria dell'Istituto di Ricerche Sociali.
Nel 1921 Wittfogel sposò Rose Schlesinger. Si separarono nel 1932.
Dal 1925 collaborò con la Scuola di Francoforte e conseguì il dottorato con un lavoro di sinologia.
A differenza di quasi tutti gli altri membri della Scuola di Francoforte,  Wittfogel nel 1933 fu arrestato presso il confine svizzero e deportato nel campo di concentramento di Emsland. La giornalista sovietica/russa Olga Joffe (nata nel 1897 a Ekaterinoslav, morta nel 1992), con cui si sposò nel 1933, ottenne con l'aiuto di Friedrich Hielscher, Karl Haushofer e R. H. Tawney che Wittfogel potesse emigrare nel 1934 dapprima nel Regno Unito e successivamente negli Stati Uniti d'America. 
Wittfogel ruppe poi con il Partito Comunista Tedesco. Nel 1933 a Mosca, Karl Radek gli aveva spiegato cinicamente che gli operai tedeschi avrebbero dovuto sopportare ancora per alcuni anni Hitler. Il patto Patto Molotov-Ribbentrop mise in forte crisi la sua fede politica fino a portarlo alla rottura col Partito Comunista Tedesco.
Nel 1936 e nel 1939 fu inviato dall'Istituto di Francoforte nella Repubblica cinese per dei viaggi di ricerca insieme ad Olga Lang. Furono individuati tre grandi ambiti di ricerca: The Chinese Family Project, The Chinese Bureaucracy Project e The Chinese Dynastic Histories Project. Dalla terza iniziativa nacque il China History Project, che fu sovvenzionato dalla Fondazione Rockfeller e, come l'Istituto di Francoforte durante l'esilio, fu insediato presso la Columbia University. Nel 1947 apparve come primo risultato della ricerca del CHP la History of Chinese Society, Liao. La Fondazione Rockefeller però nel 1949 sospese il sovvenzionamento, e i collaboratori abbandonarono il progetto dopo il trionfo del partito co-diretto da Mao in Cina.
Nel 1947 andò come professore di storia cinese all'Istituto di studi estremo-orientali e russi di Seattle, nello stato di Washington, sulla costa nord-occidentale degli Stati Uniti d'America. Rimase alla University of Washington fino alla sua nomina a professore emerito di storia cinese nel 1966. Visse poi a New York con Esther Goldfrank, antropologa e allieva di Franz Boas; fu la sua terza moglie dal 1940.
Al tempo della guerra fredda Wittfogel fu un convinto antisovietico. Nell'agosto del 1951, durante il maccartismo, denunciò come comunista il capo delegazione all'ONU e ambasciatore canadese Herbert Norman davanti al Sottocomitato per la Sicurezza Interna del Senato statunitense (Sottocomitato McCarran). Norman negò tutto, ma rimase sospettato e una nuova sentenza del Comitato per la Sicurezza Interna lo condannò a morte nel 1957. Per paura di poter tradire alcuni compagni, Norman si suicidò al Cairo. "Il suicidio di Norman", commentò l'accaduto il New York Times a suo tempo, "ha coperto di vergogna il governo statunitense e i suoi membri". In ogni caso, Norman era stato membro del partito del Regno Unito. Wittfogel, in seguito,  si pentì amaramente del suo gesto. Per la sinistra intellettuale e naturalmente per i simpatizzanti occidentali di stalinismo e maoismo, era ormai diventato un "paria".

## Attività letteraria
Con le sue opere sulle relazioni di produzione e di dominio nel mondo orientale, Wittfogel tentò da un lato di portare avanti l'approccio analitico di Karl Marx e Max Weber, dall'altro di costruire una base per la spiegazione e la critica della storia politica dell'Unione Sovietica (Stalinismo) e della Repubblica Popolare Cinese.
Nel libro Storia della società borghese (Geschichte der bürgerlichen Gesellschaft, 1924), Wittfogel non vuole mostrare solamente lo sviluppo della società, ma intende anche sottolineare che la società si dirigerà inevitabilmente verso un marxismo interno. In realtà quest'opera era progettata in tre volumi, il primo volume Comunismo primitivo e feudalesimo (Urkommunismus und Feudalismus, 1922), che tratta appunto del comunismo primitivo e degli sviluppi del feudalesimo, è apparso sul mercato librario anche come breve scritto autonomo. Nel secondo volume Wittfogel si dedica all'economia politica, che analizza sostanzialmente da un punto di vista marxista. In realtà era previsto anche un terzo volume, che tratta l'alto capitalismo moderno, ma che non è mai stato pubblicato.
Nel suo libro Economia e società della Cina (Wirtschaft und Gesellschaft Chinas, 1931) Wittfogel sviluppa la teoria della società idraulica. Tradotta in poche parole la sua teoria significa: la regimazione e la suddivisione delle risorse idriche suddivise sfavorevolmente è per gli uomini una sfida già da millenni. Fino al XVIII secolo la Cina nella costruzione delle dighe, dei canali navigabili e dei sistemi di irrigazione era di gran lunga superiore all'Occidente. Questi compiti richiesero la realizzazione di questi grandi progetti guidata dallo stato centrale e la manutenzione delle opere idrauliche, nonché la creazione dell'organizzazione burocratica a ciò preposta e un massiccio reclutamento coatto della forza lavoro.
Wittfogel (nella sua fase creativa post-marxista) contrappose al modello di società monolineare, deterministico del marxismo (che si sviluppa in una determinata direzione con una necessità quasi di legge naturale) il concetto di uno sviluppo sociale multilineare, nel quale il momento di libertà e la responsabilità dell'individuo giocano un ruolo decisivo.
In piena Guerra fredda Wittfogel pubblicò la sua opera principale, Il dispotismo orientale (in ingl. Oriental Despotism, in ted. Die orientalische Despotie - Eine vergleichende Untersuchung totaler Macht [Il dispotismo orientale - Un'indagine comparata del potere assoluto], Colonia, Berlino 1962). Wittfogel, che attraverso i soggiorni nei campi di concentramento tedeschi aveva sperimentato sulla propria pelle la brutale violenza della dittatura totalitaria, intendeva il suo lavoro come un contributo scientifico nella lotta ideologica contro il comunismo sovietico. Nel bolscevismo dell'Unione Sovietica Wittfogel vedeva il successore moderno del dispotismo zarista. La Russia durante il secolare dominio mongolo si era asiaticizzata e aveva adattato la struttura dispotica nascente in Asia orientale. Lenin aveva solo aggiornato in modo fatale le leggi dell'espropriazione e dell'oppressione dispotica.
Wittfogel postula che le antiche autocrazie orientali, che si svilupparono sulla base dei sistemi di irrigazione artificiale presso i grandi fiumi dell'Eufrate, del Fiume Azzurro, dell'Indo e del Nilo e sono considerate oggi come le culle civilizzatrici dell'umanità, appartengano al modello di società e di dominazione della società idraulica. Essa costituì la base materiale del durevole dispotismo asiatico od orientale, un sistema di dominio che poté in seguito estendersi in regioni senza sistemi di irrigazione artificiale, come ad esempio la Russia. La struttura di potere di questo sistema ebbe presumibilmente per millenni continuità pressoché immutata nelle culture dell'Oriente e si può trovare fino ad oggi nelle diverse regioni geografiche dell'Asia.
Il modello del dispotismo orientale è il centralismo nelle società le cui basi economiche (agricole) sono sovradimensionate non rispetto alle comunità locali, ma solo rispetto al potere centrale in sistemi di irrigazione realizzati e controllabili. Wittfogel scrive: Quanto più intensivo diventa il processo lavorativo dal lato della costruzione dell'irrigazione, tanto più si rimpicciolisce la superficie di terreno necessaria alla riproduzione dei produttori diretti e tanto più non remunerativo diventa l'utilizzo di animali da lavoro e di attrezzi da lavoro sofisticati.
Questa intensificazione spiega perché nelle regioni dell'irrigazione sia possibile una lavorazione del terreno molto redditizia, che però è dipendente dai sistemi di irrigazione e richiede la costruzione di giganteschi impianti di irrigazione e oggi soprattutto di dighe. Questo richiede secondo Wittfogel la forza organizzativa di uno stato centrale burocratico con un sovrano assoluto al vertice, che dispone da solo del potere e delle risorse per dirigere grandi schiere di lavoratori.
Wittfogel, che concepì questo idealtipo a partire dalla Cina, seguendo in ciò Max Weber, che nella sua tipologia del dominio aveva definito il "dominio sultanale" anche sull'impero cinese, descrive così il dispotismo orientale come un sistema autocratico. L'imperatore, appoggiato da una burocrazia gerarchicamente organizzata, esercitava un dominio totale, poteva utilizzare impunemente la repressione e il terrore come strumenti di dominio, perché non vi erano barriere costituzionali o contrappesi sociali efficaci (come costituiva in Europa l'aristocrazia feudale), per limitare il potere del sovrano assoluto. Il despota rafforza e consolida ancora la sua posizione, sottomettendo la religione dello Stato. L'autorità religiosa e statale diventano una cosa sola. Questa concentrazione sistematica del potere implica il pericolo della degenerazione dell'assolutismo in tirannia.
La teoria del dispotismo idraulico fu respinta dagli storici, ad esempio da Joseph Needham, storico della scienza della Cina apprezzato in tutto il mondo. Il celebre storico universale Arnold J. Toynbee rimproverò a Wittfogel di usare la propaganda inventata dagli storici greci nell'antichità della "buona Europa" e della "cattiva Asia". I punti deboli di Wittfogel si trovano soprattutto nel fatto che non riesce a descrivere adeguatamente tutti i grandi imperi orientali del passato. Lo storico comunista francese Pierre Vidal-Naquet e lo storico sociale di sinistra Barrington Moore dello Harvard Russian Research Center criticarono lealmente Wittfogel e non lo liquidarono in blocco.
La teoria di Wittfogel non può essere sicuramente il modello di spiegazione completa che Wittfogel credette di possedere per una vita. Ma proprio i marxisti non potevano in tutta coscienza rimproverargli né il tentativo di una spiegazione universale, né il concetto marxiano del dispotismo asiatico. Concepito contro il leninismo e lo stalinismo, il "dispotismo orientale" sarebbe stato un'arma di propaganda contro il marxismo-leninismo totalitario e gli stati da esso ideologicamente dominati dell'Unione Sovietica e della Cina.
La teoria di Wittfogel ebbe influenza accademica nell'antropologia, anche grazie a sua moglie Esther Schiff Goldfrank. Mesoamerica e Perù furono studiati in seminari sul dispotismo idraulico. Il noto antropologo Julian Steward e i suoi allievi marxisti come Eric Wolf o Sidney Mintz si ritrovarono confermati da Wittfogel, mentre l'iniziale entusiasmo di Steward si raffreddò nel corso del tempo.

## Opere
Karl A. Wittfogel, Il dispotismo orientale, traduzione di Renato Pavetto, Firenze, Vallecchi editore, 1968.